# Algèbre de mélange
En mathématiques, et notamment en combinatoire algébrique, une algèbre de mélange est une algèbre de Hopf dont la base est formée de mots sur un certain alphabet avec, comme produit, le produit de mélange {\displaystyle x} ш {\displaystyle y} de deux mots {\displaystyle x} et {\displaystyle y} : ce produit consiste en l'entrelacement, de toutes les manières possibles, les séquences de lettres composant les mots,.
L'algèbre de mélange sur un ensemble fini est l'algèbre graduée duale de l'algèbre enveloppante universelle de l'algèbre de Lie libre sur cet ensemble.
L'algèbre de mélange sur les nombres rationnels est isomorphe à l'algèbre polynomiale des mots de Lyndon.

## Produit de mélange
Le produit de mélange {\displaystyle x} ш {\displaystyle y} de deux mots {\displaystyle x} de longueur N et {\displaystyle y} de longueur M est la somme des {\displaystyle {\frac {(N+M)!}{N!M!}}} mots {\displaystyle x_{1}y_{1}x_{2}y_{2}\cdots x_{n}y_{n}}, où les {\displaystyle x_{i}} et les {\displaystyle y_{i}} sont des mots, tels que {\displaystyle x=x_{1}x_{2}\dots x_{n}} et {\displaystyle y=y_{1}y_{2}\dots y_{n}}. Par exemple, 
{\displaystyle aab} ш {\displaystyle ab=6aaabb+3aabab+abaab}.
On peut aussi le définir par récurrence par :
{\displaystyle ua} ш {\displaystyle vb}={\displaystyle (u} ш {\displaystyle vb)a+(ua} ш {\displaystyle v)b}.
Le produit de mélange est associatif et commutatif.

## Produit d'infiltration
Le produit d'infiltration est une opération semblable, introduite par Chen, Fox et Lyndon 1958. Il est défini par récurrence sur la longueur des mots, pour deux mots {\displaystyle f} et {\displaystyle g} et deux lettres {\displaystyle a\neq b} (le mot vide est noté {\displaystyle \varepsilon }) comme suit : 
{\displaystyle f\uparrow \varepsilon =\varepsilon \uparrow f=f} ;
{\displaystyle fa\uparrow ga=(f\uparrow ga)a+(fa\uparrow g)a+(f\uparrow g)a} ;
{\displaystyle fa\uparrow gb=(f\uparrow gb)a+(fa\uparrow g)b}.
Par exemple, 
{\displaystyle a\uparrow a=(\varepsilon \uparrow a)a+(a\uparrow \varepsilon )a+(\varepsilon \uparrow \varepsilon )a=2aa+a}.
{\displaystyle a\uparrow b=(\varepsilon \uparrow b)a+(a\uparrow \varepsilon )b=ba+ab}.
De même, 
{\displaystyle ab\uparrow ab=ab+2aab+2abb+4aabb+2abab} ;
{\displaystyle ab\uparrow ba=aba+bab+abab+2abba+2baab+baba} .
Le produit d'infiltration est également associatif et commutatif.